# 島根県道223号石見横田停車場線
島根県道223号石見横田停車場線（しまねけんどう223ごう いわみよこたていしゃじょうせん）は、島根県益田市を通る一般県道である。

## 概要
JR西日本山口線 石見横田駅から国道9号交点に至る。

### 路線データ
- 起点：益田市神田町（JR西日本山口線 石見横田駅前、島根県道313号美濃地石見横田停車場線終点）
- 終点：益田市神田町（国道9号交点）

## 歴史
- 1972年（昭和47年）
  - 3月21日 - 島根県告示第208号により認定される。
  - （時期不明） - 現行の県道番号に変更される。

## 路線状況

### 重複区間
- 島根県道313号美濃地石見横田停車場線（益田市神田町）

## 地理

### 通過する自治体
- 益田市

### 交差する道路
| 交差する道路                                     | 交差する場所 | 交差する場所 |
| ------------------------------------------------ | ------------ | ------------ |
| 島根県道313号美濃地石見横田停車場線 重複区間起点 | 神田町       | 起点         |
| 島根県道313号美濃地石見横田停車場線 重複区間終点 | 神田町       |              |
| 国道9号 国道187号 重複                           | 神田町       | 終点         |

### 沿線
- JR西日本山口線 石見横田駅